# 백어알

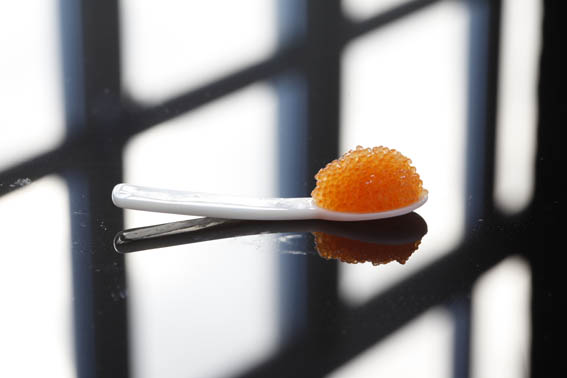
칼릭스 백어알

백어알(스웨덴어: löjrom 뢰이롬[*])은 스웨덴 북부의 발트해 보트니아만 군도에서 채취되는 백어(Coregonus albula)의 알이다. 스웨덴어 "뢰이롬(löjrom)"은 "백어"를 뜻하는 "시크뢰야(siklöja)"의 뒷부분과 "생선알"을 뜻하는 "롬(rom)"이 합쳐진 말이다.

## 칼릭스 백어알
특히 노르보텐주 칼릭스 지역의 특산 백어알은 칼릭스 백어알(스웨덴어: Kalixlöjrom 칼릭스뢰이롬[*])이라 부르며, 2010년부터 유럽연합(EU)에서 원산지 명칭 보호(PDO)를 받고 있다. 칼릭스 지역 해안에서는 9월 말부터 10월 말까지 백어 산란기에 알을 채취한다. 일반적인 연어알에 비해 색이 더 붉거나 주황색을 띠며, 맛이 부드럽고 고소한 것이 특징이다. 칼리스 캐비아로 불리기도 한다.

## 같이 보기
- 연어알
- 캐비아